# (535018) 2014 WA509
(535018) 2014 WA509 est un objet de la ceinture de Kuiper, faisant partie des cubewanos.

## Caractéristiques
(535018) 2014 WA509 mesure environ 280 kilomètres de diamètre.